# Juan Balboa Boneke
Juan Balboa Boneke (ur. 1938, zm. 10 marca 2014) – pisarz, poeta, malarz i polityk z Gwinei Równikowej.

## Życiorys
Pochodził z grupy etnicznej Bubi. Wywodził się z rodziny o tradycjach niepodległościowych. Urodził się w Reboli na wyspie Fernando Poo (dzisiejsze Bioko) w okresie hiszpańskich rządów kolonialnych. Pobierał nauki w Escuela Superior w Santa Isabel (dzisiejsze Malabo), kształcił się również na uniwersytecie w Grenadzie. Za prezydentury Macíasa Nguemy od 1969, wraz z rodziną, przebywał na emigracji, przede wszystkim na Majorce. Pracował w hiszpańskim Banku Centralnym. Powitał z nadzieją zamach stanu z sierpnia 1979. Do kraju powrócił w 1984, angażując się w działalność miejscowego zrzeszenia pisarzy hiszpańskojęzycznych (La Agrupación Hispana de Escritores).
Wszedł następnie do życia politycznego. Doradzał prezydentowi Obiangowi Nguemie Mbasogo w zakresie kultury, był też ministrem pracy (1989-1992) i (od 1992) ministrem kultury. Popadł ostatecznie w niełaskę, wyemigrował w 1994 do Hiszpanii, wiążąc się wreszcie z dawną metropolią na wiele lat. Udzielał się w kręgach emigracji politycznej, brał chociażby udział w akcie powołania rządu Gwinei Równikowej na uchodźstwie (2003). Mieszkał między innymi na Majorce, ostatnie lata życia spędził w Walencji.
Wiązany z prostotą i sposobem przekazu naznaczonym pewnym sentymentalizmem, Boneke uznawany za jednego z najbardziej wyrazistych i najpłodniejszych twórców w życiu literackim Gwinei Równikowej, tym krajowym, jak również emigracyjnym. Kojarzony głównie ze swoim dorobkiem poetyckim. W poezji Boneke koncentruje się na motywach uchodźstwa i emigracji, operuje nostalgią, czasem przedstawiając kraj ojczysty jako raj utracony. Poszukuje również tożsamości, zarówno własnej, jak i zbiorowej, choćby przez nawoływanie do jedności ponad podziałami etnicznymi, terytorialnymi czy kulturowymi. Jego eseistyka natomiast przynosi analizę socjopolityczną, w tym tą poświęconą życiu Gwinejczyków w czasie rządów Macíasa Nguemy.
Był autorem szeregu książek, w tym ¿Dónde estás Guinea? (1978), O Boriba (El exiliado) (1982), Susurros y pensamientos comentados: Desde mi vidriera (1983), La transición de Guinea Ecuatorial: historia de un fracaso (1996, wraz z Ferminem Nguemą) oraz antologii poetyckich Sueños en mi selva (1987) i Requiebros (1994), a także opartej na wątkach autobiograficznych powieści El reencuentro: El retorno del exiliado (1985). Z powodów politycznych prace Boleki nie ukazują się w Gwinei, bądź dystrybuowane są tam ze znacznymi trudnościami.
W swojej twórczości posługiwał się przede wszystkim językiem hiszpańskim, niemniej od początku lat 80. coraz częściej używał w twórczości bubi, języka swojej grupy etnicznej, głównie w tytułach i wtrąceniach, czasem jednak także jako jedyne tworzywo literackie, tak jak w przypadku często analizowanego przez krytyków wiersza N’nepuaoho. Jednocześnie, bronił obecności kastylijskiego w gwinejskiej przestrzeni publicznej, jako czynnika jednoczącego społeczeństwo.
Posiadał również paszport hiszpański, oceniał pozytywnie okres kolonialny. Zaznaczał wszakże, iż czuje się nade wszystko Gwinejczykiem. Jego córką z nieformalnego związku jest muzyczka Concha Buika. Jeden z jego synów, Guillem, w 2017 został wybrany burmistrzem Alaró na Majorce, stając się tym samym pierwszym w historii Balearów burmistrzem pochodzącym z Afryki Subsaharyjskiej.
Był jednym z gwinejskich literatów uchwyconych w filmie dokumentalnym Subvaloradas sin ser vistas. Voces literarias de Guinea Ecuatorial w reżyserii Mischy G. Hendla (2009).